# تسلسل التطور (قبالة)
تسلسل التطور (بالعبرية: סדר השתלשלות) سيدر هيشتالسيلوس) في فلسفة القبالة والحسيدية، تشير إلى تسلسل خلق العوالم الروحية بين الله والخلق. يشير كل عالم روحاني إلى عالم كامل من الوجود، ناتج عن قربه أو بعده عن الوعي الإلهي. كل عالم هو أيضا شكل من أشكال الوعي ينعكس في هذا العالم من خلال علم النفس من الروح.
يهتم التقليد الثيوصفي في الكابالا بتفصيل كبير للطبيعة الباطنية، مظاهر إلهية معينة، ودور وظيفي لكل مستوى بين اللانهائي والمحدود. يجسد كل مجال روحاني مرحلة خلاقة يستخدمها الله باستمرار للانتقال من ذاته إلى خلق العالم المادي، والكون المادي هو نهاية السلسلة، والمجال المادي الوحيد. يطبق الفكر الحسيدى المخطط القبلى لمخاوفه الخاصة من إدراك الوجود الإلهي في هذا العالم المادي. وفي هذا الصدد، Hasidism تختلف في استخدامها للالكابالا، تعميم-Hasidism تجنب التركيز ل kabbalistic، في حين Habad يعتقد يفسر hishtalshelus سدر فيما يتعلق علم النفس الرجل. على النقيض من الهدف الوظيفي لل Kabbalah ، وهذا يتأمل hystalshelus سيدر كوسيلة لربط الوحدة الإلهية مع الخلق.

## الوحدة العليا

### اهر عين سوف (النور)
أوهر عين سوف (نور الله اللانهائي) مرحلة تحضيرية قبل البدء بعملية الخلق. وهي شكل تناقضي للإدراك الذاتي للإله. وهي أعلى من أي محدودة عولمية.

### تزمزوم (النقص)
بداية الخلق كان تقلص الذات الإلاهية لإفصاح المجال لإيجاد مكان أو فضاء للعوالم. ّذا الانكماش يسمى تزامزيم أو النقص.

### إكوديم، ناكوديم، وبيروديم
في القبالية اللوريانية، انبثق ثلاث عوالم من «الأنوار» و «الأوعية» الناتجة عن الأنوار المتفاعلة التي انبثقت من العالم المادي الإنساني.كل منها يجسد مراحل مختلفة في ظهورالسيفرات العشرة («الصفات الإلهية»). يتوافق تقدمهم مع العوالم التوراتية للفوضى (توهو) والتصحيح («تيكون») الموصوفة في العقائد الجديدة في اللوريا. تسبب الفوضى بـ«تمزيق أوعية السيفرات»، وهو النفى الكارثي في الخلق:
- <b>أكوديم</b> («الربط») 10 أنوار في وعاء واحدة- الفوضى المستقرة («توهو»)
- <b>نيكوديم</b> («النقاط») 10 أنوار معزولة في 10 أوعية فوضى غير مستقرة
- <b>بيروديم</b> («الترابط») 10 أنوار مترابطة في 10 أوعة - بداية «التقويم أو التصليح» (تيكوم)

## الوحدة السفلى

### التاج من الفيض
إن عالم الفيض («أتزيلوط») هو الأول من أربعة عوالم شاملة من نظام الخلق، والتي هي مجتمعة عالم التقويم («تيكون») من الأوعية التي دمرتها الفوضى. يكمل أتزيلوط التصحيح العلوي، الذي بدأ في بيروديم، من خلال تحويل السفيروت إلى إلى ملامح إلهية («بارتزوفيم») التي تنسق السفيروت في مخطط تقويمي («يوشير») تكوينات تفاعل كامل في شكل الإنسان. يبداء تصحيح الفيض يبدأ مع تصحيح في مشيئة التاج («كيتير»). يمر تاج الفيض بثماني مراحل:
- الأيام القديمة (بالعبرية: «عتيك يومن») الفيض الأعلى من التاج (المشيئة الداخلية المبهجة)
- الصبر الطويل اللامحدود («أريش أربين») الطيف السفلى من التاج (المشيئة الخارجية)
- الرآس اللامعلوم («ريشا دلو ايتيادا»)
- الرأس اللاشيء («ريشا دايين»)
- رأس اللانهاية («ريشا داريش»)
- الجمجمة («جلغالتا»)
- العقل المخفي («موشا ستيماه») أصل الحكمة.
- اللحية («ديكنا») يتعاقد مع نور الصبر اللامحدود من خلال 13 قناة

### الفيض
تصحيح عالم الفيض هي الأولى من أربعة عوالم، تكتمل بعشرة مراحل من " الطلعات "الإلهية" (بارتزيفيم) بعد التاج. يتطابق كل من الأجزاء الستة الأساسية و الـ12 الثانوية من التجلي الإلهي مع ترتيب السيفرات العشرة حول واحد من عددهم. تفاعل التجلي الإلهي يصحح الفيض للأبد، مكملا التصحيح العلوي. الخلاص من الشرر الساقطة من قبل التصحيح العوالم الثلاثة الدنيا. يتم فصل الفيض من ثلاثة عوالم مستقلة دنيا من خلال وعيه الحصري للوحدة الإلهية، دون الوعي الذاتي، ومستوى الحكمة. وينظر إلى الخلق من لا شيء من وجهة نظر اللا شيء:
- «الأب» فيض الهي عام من الحكمة
- الأم فيض إلهي عامة من الفهم
- «الأب الأسمى» جزء ثانوي من الحكمة
- «الأم العليا» جزء من فيض ثانوي من الفهم
- «إسرئيل الأكبر» جزء من فيض إلهي ثانوي من الحكمة
- «الإستيعاب» جزء من فيض الاهي ثانوي من الفهم
- «الابن» جزء من فيض إلهي من العاطفة.
- «الابنة» جزء من فيض إلهي من الملكوت
- ليا (الزوجة الأولى ليعقوب). جزء من فيض إلهي ثانوي في الملخوت
- راشيل (زوجة يعقوب الثانية) جزء من فيض إلهي ثانوي من الملكوت

تشع السفورات العشرة في كل من العوالم الأربعة. والسفيروت الأخيرة، الملكوت، هي رأس العالم التالي، أي تاجه. ملكوت الفيض تدعى «خطاب الله»، وهو المصدر العام للخلق المستقل.
العوالم الأربعة هي:

### عالم الخلق
بالعبري: أولام ها بيرية.

### عالم التشكيل
بالعبرية: أولام ها يتزيراه.

### عالم الأفعال
بالعبرية: أولام ها أسيا.

### عالم الأفعال المادي
بالعبرية: أسيا غاشميت.

## العلاقة مع الفلسفة الغربية
دراسة وتحليل سلسلة التطور هو أمر أساسي في مدرسة الحاسيديم الفكرية لحركة حباد. يعتقد البعض بأن التفسيرات الحسيدية لسلسلة التطور قد تأثرت بمبادئ معينة من الفلسفة الغربية. فالعديد من الثنائيات المذكورة في الفلسفة الغربية تماثل بشكل لافت لتلك المذكورة في النصوص الحاسيدية المتأخرة: الشكل / المادة، الإحساس / الشعور، الإدراك الأولي / الإدراك الشمولي / الانتقال شبه السيميوني. علاوة على ذلك، فإن نثر ريبي رشاب مماثل تقريباً لكتابات حورج هيغل.

## روابط خارجية
- العوالم: مراحل العملية الإبداعية من نور الله اللانهائي إلى عالمنا المادي
- تطوير الكابالا في ثلاثة عوالم : Cordoverian -Evolution، Lurianic -Enclothement، الحسيدية -Omnipresence
- التسلسل التطوري وفقا لفكر الحباد-التشصديق.
- حوار الكابالا الجديد من اللوريانية مع الحكمة العلمانية